# Nieul-sur-Mer
Nieul-sur-Mer – miejscowość i gmina we Francji, w regionie Nowa Akwitania, w departamencie Charente-Maritime.
Według danych na rok 1990 gminę zamieszkiwało 4957 osób, a gęstość zaludnienia wynosiła 452 osób/km² (wśród 1467 gmin regionu Poitou-Charentes Nieul-sur-Mer plasuje się na 33. miejscu pod względem liczby ludności, natomiast pod względem powierzchni na miejscu 782.).